# 江の島合戦
江の島合戦（えのしまかっせん）は、室町時代後期の宝徳2年（1450年）4月21日に、相模国江の島（現在の神奈川県藤沢市）周辺にて行われた合戦である。

## 概要
室町時代、関東地方の統治は鎌倉公方とそれを補佐する関東管領からなる鎌倉府体制によって担われていたが、永享の乱で足利持氏が自害して以降、鎌倉公方はしばらくの間置かれず、関東管領だった上杉憲実も職を辞し隠遁していた。そのため、関東の政治は憲実の弟・清方や上杉氏の家宰である長尾氏・太田氏を中心に行われていた。しかし、秩序の核が不在になってしまった影響は大きく、持氏の遺児を擁した結城氏朝が挙兵する結城合戦が起こるなど、上杉氏と有力国人衆との対立が顕在化していく。
そのような状況を解消するため、文安4年（1447年）に持氏の遺児・万寿王丸（後の足利成氏）が鎌倉に入り、新たな鎌倉公方として迎えられた。一方、室町幕府は憲実の子息・上杉憲忠を擁立して鎌倉に入れ、関東管領に就任させた。こうして鎌倉府体制が再建され、新たな秩序の形成が望まれたが、憲忠は若年であったため、家宰の長尾景仲（昌賢）・太田資清（道真）の専横が目立ち始めた。
宝徳2年（1450年）4月、ついに長尾・太田勢が鎌倉の公方御所を襲撃した。成氏は態勢を立て直すため、20日の夜に江の島に移った。翌日、長尾・太田勢は成氏を追って腰越に向け進軍し、成氏方の小山持政が七里ヶ浜で防戦するも敗退した。その後、長尾・太田勢は由比ヶ浜へ押し寄せたが、成氏方の千葉胤将・小田持家・宇都宮等綱らが応戦し、これを撃退した。多数の討死者が出た長尾・太田勢は糟谷荘（伊勢原市）に退いた。憲忠は事件に全く関与していなかったが、責任を取って七沢山に謹慎した。
同5月、前関東管領・上杉憲実の意向により駿河国から憲実の弟・重方（道悦）が遣わされ、成氏と憲忠の仲介に当たった。状況は7月になっても膠着していたが、8月になり成氏の鎌倉帰還が叶った。10月には憲忠も政務に復帰している。
しかし、この後も対立状況は全く解消されず、享徳3年（1454年）、成氏が憲忠を西御門御所に呼び出し暗殺する。この出来事をきっかけとして、以降30年にわたって関東全土で繰り広げられる享徳の乱が展開することとなる。